# Ставище (Киевская область)
Стави́ще (укр. Стави́ще) — посёлок в Киевской области Украины. Административный центр Ставищенского района и Ставищенского поселкового совета.

## Географическое положение
Посёлок Ставище находится в 136 км от Киева, на реке Гнилой Тикич.

## История
Известен с 1525 года.
Во время русско-польской войны 1654—1667 годов Ставище было одним из центром восстания на Правобережной Украине против польской власти и после пятимесячной осады в 1665 году было разрушено польскими войсками.
В 1765 году в поселении насчитывалось 354 двора.
В 1900 году Ставище являлось местечком Таращанского уезда Киевской губернии, в котором насчитывалось 1035 дворов, телеграф, почтовая контора, кирпичный завод, 2 водяные и 8 ветряных мельниц, церковно-приходская школа, приемный покой, больница, аптека, 2 православные церкви, католическая церковь и синагога.
В январе 1959 года численность населения составляла 4626 человек.
В январе 1989 года численность населения составляла 8067 человек.
На 1 января 2013 года численность населения составляла 6928 человек.

## Транспорт
Расстояние до ближайшей железнодорожной станции Жашков — 17 км.

## Спорт
В поселке базируется профессиональный футбольный клуб «Любомир»

## Известные люди
- Браницкий, Александр (1821—1877) — польский путешественник, энтомолог, ботаник, коллекционер, меценат. Основал здесь в 1857 г. в своём имении ботанический сад.
- Славинский, Максим Антонович (1868—1945) — украинский общественно-политический деятель, поэт-переводчик, дипломат, публицист, редактор.